# Akacja katechu
Akacja katechu (Acacia catechu) – gatunek roślin z rodziny bobowatych i podrodziny brezylkowych (dawniej w mimozowych). Występuje w południowej Azji; od Pakistanu, poprzez Indie, Sri Lankę, Nepal, po Mjanmę i Tajlandię oraz prowincję Junnan w Chinach. Roślina rozprzestrzeniona poza tym w uprawie. Ekstrakt z drewna, zwany katechu, wykorzystywany jest do barwienia jedwabiu i bawełny oraz barwienia i garbowania skór. Stosowany w lecznictwie ma działanie ściągające.

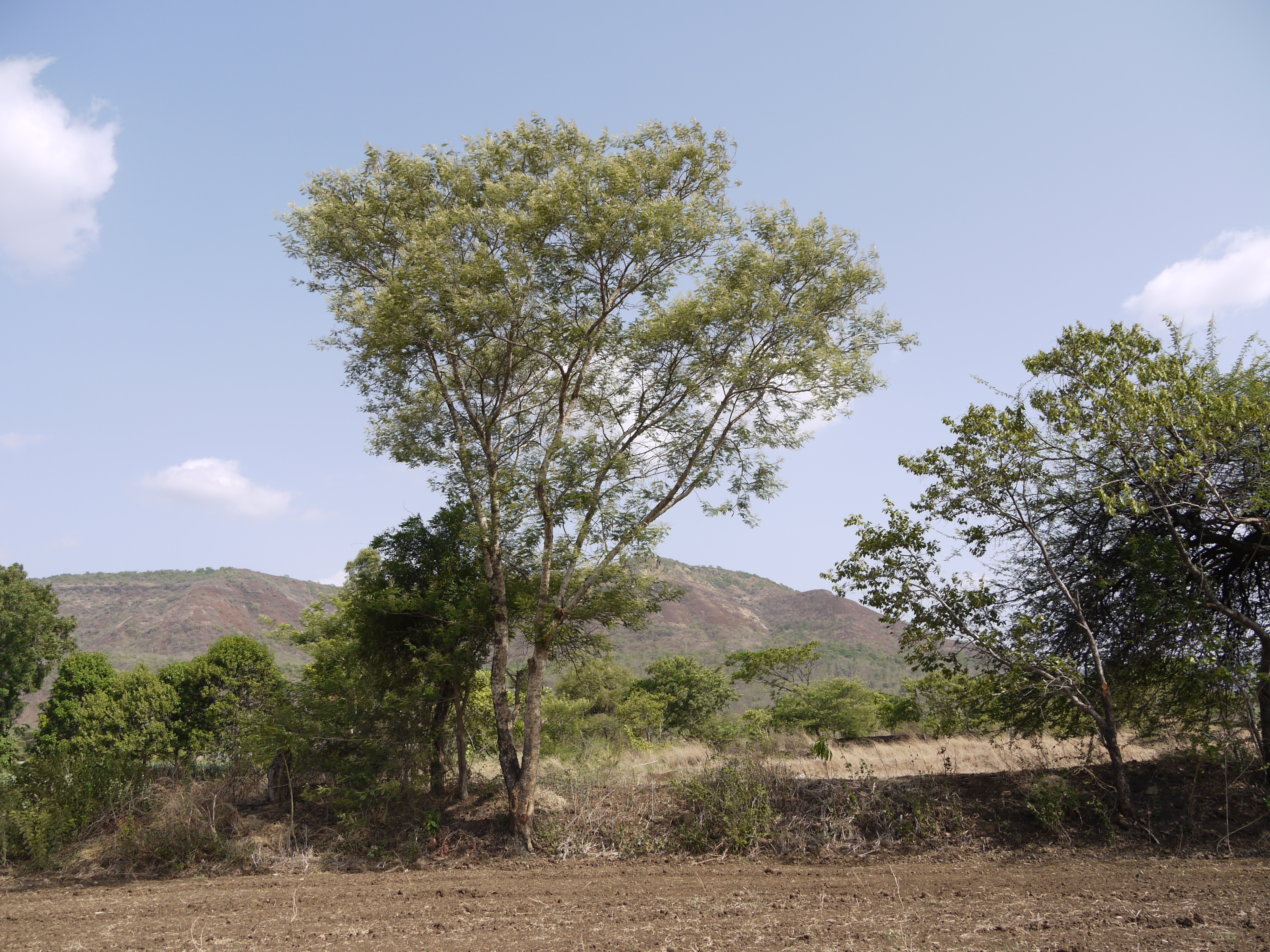
Pokrój drzewa

## Morfologia
PokrójNiewielkie drzewo o wysokości do 6–10 metrów. Młode pędy omszone, często z wyrastającymi w parach hakowatymi, brązowymi cierniami. Kora na pniu pęka w cienkie, paski.
LiściePodwójnie pierzaste z drobnymi listkami. Oś liścia owłosiona. Osi II rzędu jest 10–30 par, na każdej jest po 20–50 par listków. Listki równowąskie, orzęsione, osiągają 2–6 mm długości i 1–1,5 mm szerokości.
KwiatyDrobne, zebrane w podługowate, walcowate kłosy długości 25, do 10 cm. Kielich dzwonkowaty, do 1,5 cm długości, owłosiony. Płatki korony żółtawe do białych, do 2,5 cm długości. Pręciki liczne. Zalążnia o długości 1 mm, naga.
OwocTaśmowaty, prosty, brązowy strąk o długości 12–15 cm i szerokości 1–1,8 cm. Zawiera 3 do 10 nasion.

## Biologia
Gatunek kwitnie od kwietnia do sierpnia, a owocuje od września do stycznia kolejnego roku.